# Melody in Spring
Melody in Spring is een Amerikaanse muziekfilm uit 1934 onder regie van Norman Z. McLeod.

## Verhaal
De zanger John Craddock is verliefd op Jane Blodgett, de dochter van een verzamelaar van antiek. Wanneer John per ongeluk een zakenovereenkomst van haar vader in de war stuurt, nemen de ouders van Jane haar mee naar Zwitserland om de relatie te dwarsbomen. Daar wil de vader van Jane een kostbare koebel bemachtigen voor zijn verzameling.

## Rolverdeling
| Acteur            | Personage        |
| ----------------- | ---------------- |
| Lanny Ross        | John Craddock    |
| Charles Ruggles   | Warren Blodgett  |
| Mary Boland       | Mary Blodgett    |
| Ann Sothern       | Jane Blodgett    |
| George Meeker     | Welsey Prebble   |
| Herman Bing       | Wirt             |
| Norma Mitchell    | Mevrouw Shorter  |
| Joan Gale         | Suzan            |
| June Gale         | Suzette          |
| Jane Gale         | Suzanna          |
| Wade Boteler      | Anton            |
| Helen Lynd        | Blondine         |
| Thomas E. Jackson | Detective        |
| William Irving    | Mijnheer Shorter |